# Karl Rowold
Heinrich Wilhelm Richard Karl Rowold (* 12. August 1911 in Oker; † 17. April 1993 in Kopenhagen) war ein deutscher Widerstandskämpfer und Diplomat. Er war von 1970 bis 1974 Botschafter der Bundesrepublik Deutschland in Reykjavík.

## Leben
Der Sohn eines Hüttenarbeiters begann 1925 eine Verwaltungslehre, die er 1928 mit der Gehilfenprüfung abschloss. Im Anschluss arbeitete er als Lagerist bei der Konsumgenossenschaft in Goslar. Er trat 1928 in die SPD ein, schloss sich der SAJ Oker an und war Mitglied im Landesvorstand der SAJ Braunschweig. Des Weiteren betätigte er sich im Jungbanner, dessen Vorsitz er im Landkreis Wolfenbüttel von 1929 bis 1933 innehatte.
Nach der Machtübernahme der Nationalsozialisten wurde Rowold aus politischen Gründen im Februar 1933 bei der Konsumgenossenschaft entlassen. Danach betätigte er sich unter anderem als Mitherausgeber der illegalen Zeitschrift Roter Harzbote und als Kurier bei einer Hamburger Widerstandsgruppe. Von Mai bis Juni 1933 wurde er im Zuchthaus Wolfenbüttel inhaftiert. Fünf Monate später gelang ihm durch Unterstützung des Matteotti-Komitees die Flucht nach Bornholm, wo er in der Folgezeit als Sprachlehrer und Reiseführer arbeitete. 1940 wurde er von den deutschen Behörden ausgebürgert. Rowold lebte ab 1943 in Kopenhagen und hielt neben seiner beruflichen Tätigkeit Vorträge für die dänische Arbeiterbildung. 1944 ging er nach Schweden, wo er als freier Mitarbeiter für die sozialdemokratische Presse wirkte. Während des Zweiten Weltkrieges betreute er deutsche Flüchtlinge aus dem Baltikum und unterhielt zugleich Kontakte zum dänischen Widerstand.
Nach dem Kriegsende kehrte Rowold zurück nach Dänemark und war dort von 1945 bis 1950 Erster Sekretär für Bildungs- und Kulturarbeit bei der Verwaltung für deutsche Flüchtlinge. Er fungierte gleichzeitig als Schriftführer der SPD-Landesgruppe Dänemark, deren Vorsitz er 1947 übernahm. Des Weiteren betätigte er sich als Korrespondent für deutsche Zeitungen sowie als Mitarbeiter für die Parteizeitung Social-Demokraten der dänischen Socialdemokraterne. 1946 beteiligte er sich in seiner Heimat an der Vereinsgründung des Sonnenberg-Kreises.
Rowold trat 1950 in den diplomatischen Dienst ein und arbeitete in verschiedenen Ländern als Sozial-, Presse- und Kulturreferent. Von 1955 bis 1958 war er Botschaftsrat im Auswärtigen Amt in Bonn. Von 1970 bis zu seinem Eintritt in den Ruhestand 1974 übernahm er als Botschafter die Leitung der Deutschen Botschaft in Reykjavík (Island). Ferner war er Vorsitzender der Dänisch-Deutschen Gesellschaft (Dansk-Tysk Selskab).
Karl Rowold war seit 1937 mit der Dänin Ragnhild (1907–1993) verheiratet und hatte einen Sohn. Seinen Lebensabend verbrachte er gemeinsam mit seiner Frau in Kopenhagen.

## Ehrungen
- 1956: Ritterkreuz des dänischen Dannebrogordens
- 1957: Verdienstorden der Italienischen Republik
- 1963: Ritterkreuz des isländischen Falkenordens
- 1969: Verdienstkreuz 1. Klasse des Verdienstordens der Bundesrepublik Deutschland
- 1970: Schwedisches Kommandeurskreuz mit Stern
- 1974: Großkreuz am Schulterband des isländischen Falkenordens

## Schriften
- Deutsche Flüchtlinge in Dänemark. Selbstverlag. Kopenhagen 1947.

- (Übers.): Poul Nørgaard Rasmussen / Dänisches Wirtschaftsleben. Det Danske Selskab, Kopenhagen 1956.
- (mit Willy Giesemann u. Günter Wiemann): So begann es. Aus der Frühhzeit des Sonnenbergs. Eindruecke, Erlebnisse, Erinnerungen.  Internationaler Arbeitskreis Sonnenberg, St. Andreasberg 1985.

- Kein Tag ohne Vergangenheit. Gedanken und Erinnerungen eines deutschen Emigranten. Hrsg. von Finn Rowold. Rowold, Holte 1993.